# Amlikon-Bissegg
Amlikon-Bissegg est une commune suisse du canton de Thurgovie, située dans le district de Weinfelden.

## Monuments et curiosités
Maisons à colombages pittoresques sur la place du village.
À Leutmerken se tient l'église paritaire déjà mentionnée en 1275. Elle fut remaniée en 1462 et ultérieurement. L'appareil de la nef est de style roman jusqu'à la hauteur de l'appui de la fenêtre, au-dessus, ainsi que le chœur datant de 1634. Le clocher remonte à 1556.

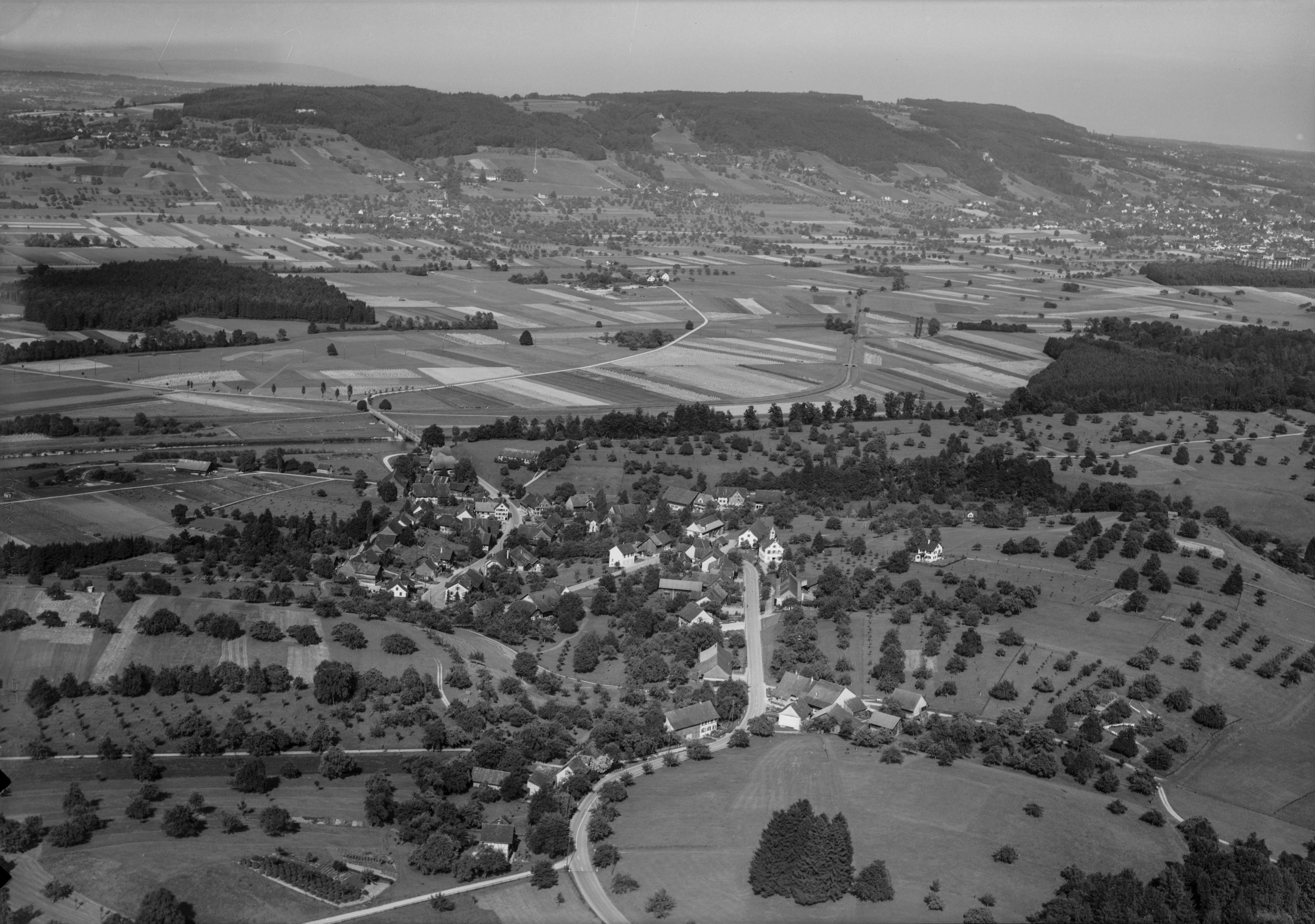
Photo aérienne (1954).